# حديقة جبل الذهب

جبل الذهب أو مونتانا دي أورو (بالإسبانية: Montaña de Oro) هي حديقة حكومية في كاليفورنيا، الولايات المتحدة. تقع الحديقة على بعد ستة أميال جنوب غرب مورو باي وعلى بعد ميلين جنوب لوس أوسوس. جاء اسم «جبل الذهب» من الزهور البرية الذهبية الموجودة في الحديقة.

## التاريخ
قبل خمسمائة عام، عندما وصل الأوروبيون لأول مرة إلى الساحل الأوسط لولاية كاليفورنيا، وجدوا أنها مأهولة من قبل شعب تشوماش وسالينان. حيث كان يعيش ما يقدر بنحو 20.000 إلى 30.000 منهم في قرى صغيرة منتشرة على مساحة تمتد من مورو باي جنوبًا إلى ماليبو. على الرغم من اعتماد شعب تشوماش بشكل كبير على البحر، إلا أنهم اعتمدوا أيضًا على العديد من المصادر الأخرى للغذاء والملبس والمأوى، وكانوا جزءًا من شبكة تجارية كبيرة. سجل المستكشفون الإسبان الذين زاروا منطقة مونتانا دي أورو عام 1542 أن الهنود كانوا أشخاصًا جذابين وودودين تجدفوا للترحيب بهم في قوارب كانو.
في عام 1769، سار دون جاسبار دي بورتولا بقواته شمالًا من سان دييغو لتأسيس منطقة جديدة لملك إسبانيا. مع بداية فترة البعثة، مات الكثيرون من أمراض لم يكن لديهم مناعة ضدها.
تغيرت حقوق الملكية لمنطقة حديقة مونتانا دي أورو عدة مرات بعد أن أصبحت كاليفورنيا إقليمًا تابعًا للولايات المتحدة. كان جزء من الحديقة تم منحه لصالح فيكتور ليناريس في 1 ديسمبر 1842 من قبل الحاكم خوان ب.الفارادو. تقع مزرعة الرانشو غرب سان لويس أوبيسبو في وادي لوس أوسوس. باع فيكتور ليناريس مزرعته لجيمس سكوت وجون ويلسون الذي اشترى أيضًا الأراضي المجاورة في التلال الأيرلندية إلى الجنوب من لوس أوسوس رانشو. وكانت الأراضي المملوكة تبلغ مساحتها 32431 فدانًا.
في 24 أبريل 1965، تم تخصيص أراضي مونتانا دي أورو كمتنزه لصالح ولاية كاليفورنيا. بموجب برنامج الاستحواذ على الحديقة الذي أطلقه الحاكم إدموند ج. وتمكن البرنامج من تمويل عقد الشراء.